# リンちゃんなう!
「リンちゃんなう!」は、日本のボカロP・オワタP制作のVOCALOID楽曲。2011年12月27日に発表され、ボーカルシンセサイザーの初音ミク・巡音ルカが歌唱する。
オワタPの代表曲の一つとされ、後年には、小説化・漫画化といったメディアミックスも成された。

## 概要
本楽曲は、2011年の鏡音リン・レンの誕生日を祝う形で制作された楽曲で、初音ミクと巡音ルカが、鏡音リンへの愛をハイテンションで語るという内容となっている。オワタPによれば、sezuのTwitter上での呟きを元にして、田村ヒロが漫画を描き、オワタPが楽曲を制作しただけで、オワタP自身はsezuさんの呟きを多くの人に知ってほしいという願いを込めて制作しただけであると話している。同曲はニコニコ動画で人気を博し、同曲の改変版『レンくんなう!』なども制作された。
2012年12月発売の「月刊Comic REX」の2013年2月号では、特別読み切りとして鏡音リンの日常を描いた、田村ヒロの漫画『リンちゃんなう!』が掲載された。2013年3月、同名のオワタPの楽曲をもとにして、漫画と小説が刊行された。また、同月発売の「月刊Comic REX5月号」では『リンちゃんなう』の連載が開始、センターカラーで掲載され、翌月の6月号でも表紙と巻頭カラーを飾った。2013年11月の『MIKU-Pack music & artworks feat.初音ミク 04』では『リンちゃんなう』の小説お試しが掲載された。
2017年11月更新のボカロ小説ランキングでは、短編集『リンちゃんなう! SSs』が3位にランクインしている。
2018年には1/8スケールフィギュアとして、同曲における鏡音リンのフィギュア化がなされた。

## 収録

### アルバム
- 96猫のアルバム『memoReal』（『リンちゃんなう!』の改変版『レンくんなう!』が収録された[8]）
- 『EXIT TUNES PRESENTS Vocalogemini feat.鏡音リン・レン』（「BONUS TRACK 2」として収録）[14]
- 『VOCALOID 超BEST -impacts-』[15]
- アンダーバーのアルバム『EXIT TUNES PRESENTS フリーバム～フリーダムに歌ってみた～』[16]
- V.A.『踊ボカ!! ～踊ってみたセレクション～』[17]

### ゲーム
- ゲーム『初音ミク-プロジェクトディーヴァ- F』[5][18]
- ゲーム『初音ミク Project DIVA MEGA39’s』[19]
- ゲーム 『プロジェクトセカイ カラフルステージ! feat. 初音ミク』

## 書籍

### 小説
- 『リンちゃんなう! SSs』（作: sezu、絵: 田村ヒロ、2014年9月2日、一迅社、ISBN 978-4-7580-4615-2）[4]

### 漫画
『リンちゃんなう』シリーズ（原案: sezu、漫画: 田村ヒロ、REXコミックス〈一迅社〉）
1. 『リンちゃんなう ver.0』（2013年3月27日、ISBN 9784758063692）[20]
2. 『リンちゃんなう ver.1』（2014年2月27日、ISBN 9784758064217）[21]
3. 『リンちゃんなう ver.1 Special Edition』（2014年2月27日、ISBN 9784758064231）[22]
4. 『リンちゃんなう ver.2』（2014年6月27日、ISBN 9784758064484）[23]
5. 『リンちゃんなう ver.2 Special Edition』（2014年6月27日、ISBN 9784758064491）[24]
6. 『リンちゃんなう ver.3』（2014年12月27日、ISBN 9784758064859）[25]